# Псковская мужская гимназия
Псковская мужская гимназия (ныне средняя общеобразовательная школа № 1 имени Л. М. Поземского) была образована на базе Главного народного училища 2 июня 1808 года.

## История
Более 10 лет гимназия не имела собственного здания. Занятия проводились в помещениях генерал-губернаторского дома, располагавшегося вблизи Торговой площади напротив церкви Михаила Архангела. С 1811 по 1817 годы для гимназии снимали частные дома. В ноябре 1817 года был приобретён двухэтажный полукаменный (второй этаж — деревянный) дом усадьбы сенатора Н. А. Беклешова, рядом с подворьем Спасо-Елизаровского монастыря — над берегом Великой (ныне — улица Георгиевская, 4).
В 1828 году гимназия, из-за малого числа учащихся, была закрыта — на 6 лет. После её повторного открытия (1 марта 1833 года), с 1 мая 1833 года при ней стал действовать пансион для детей дворян на 30—50 мест. По повелению Императора Николая I от 1 августа 1837 года в ведение гимназии была передана Церковь Георгия со Взвоза и числилась за ней до 1862 года — до того времени, когда в гимназии была открыта своя домовая церковь.
В 1855 году специально для гимназии, на перекрёстке улиц Георгиевской и Успенской (ныне ул. Калинина), было построено трёхэтажное кирпичное здание, с внутренним двором при Георгиевской церкви. С постройкой здания увеличился набор учащихся, были организованы 2 библиотеки: фундаментальная и ученическая. Однако «дом старой гимназии», как стали называть прежнее здание, остался в ведении гимназии. В 1880-х годах здесь помещалась канцелярия и квартиры служащих; в 1890-х годах одно из помещений второго этажа занимал лазарет для «заразных гимназистов» и квартира священника гимназии. В 1862 году на средства почётного попечителя гимназии барона А. Б. Фитингофа-Шеля в здании гимназии был произведён капитальный ремонт, закончившийся в декабре 1862 года торжественным освящением церкви во имя Св. благоверного князя Александра Невского; церковь была размещена в бывшем зале пансиона, расположенном над парадным входом в здание со стороны Георгиевской улицы. Построенное здание было рассчитано на 250 человек, но в 1880-х годах число учащихся увеличилось более чем в 1,5 раза против нормы и в 1890 году была предпринята попытка увеличить площадь постройки путём удлинения её крыльев. Но сделанные пристройки позволили оборудовать только два дополнительных класса, что оказалось недостаточным и в 1907 году Министерство Просвещения выделило 11594 рублей на капитальный ремонт здания.
В 1911 году напротив главного корпуса по проекту городского архитектора Э. А. Гермейера было построено двухэтажное здание для младших классов. 
В годы Первой мировой войны здание гимназии было использовано для военных нужд, 12 августа 1915 года здесь разместился Главный штаб Северного фронта — старшеклассники продолжали заниматься в старом здании, а младшие гимназисты занимались, во вторую очередь, в Мариинской женской гимназии.
В 1916 году в гимназии учились: детей дворян и чиновников — 171, почётных граждан — 42, духовенства — 26, мещан — 158 и крестьян — 166.
После 1918 года гимназия была реорганизована в 1-ю единую трудовую школу. Ныне это средняя школа № 1.

## Галерея

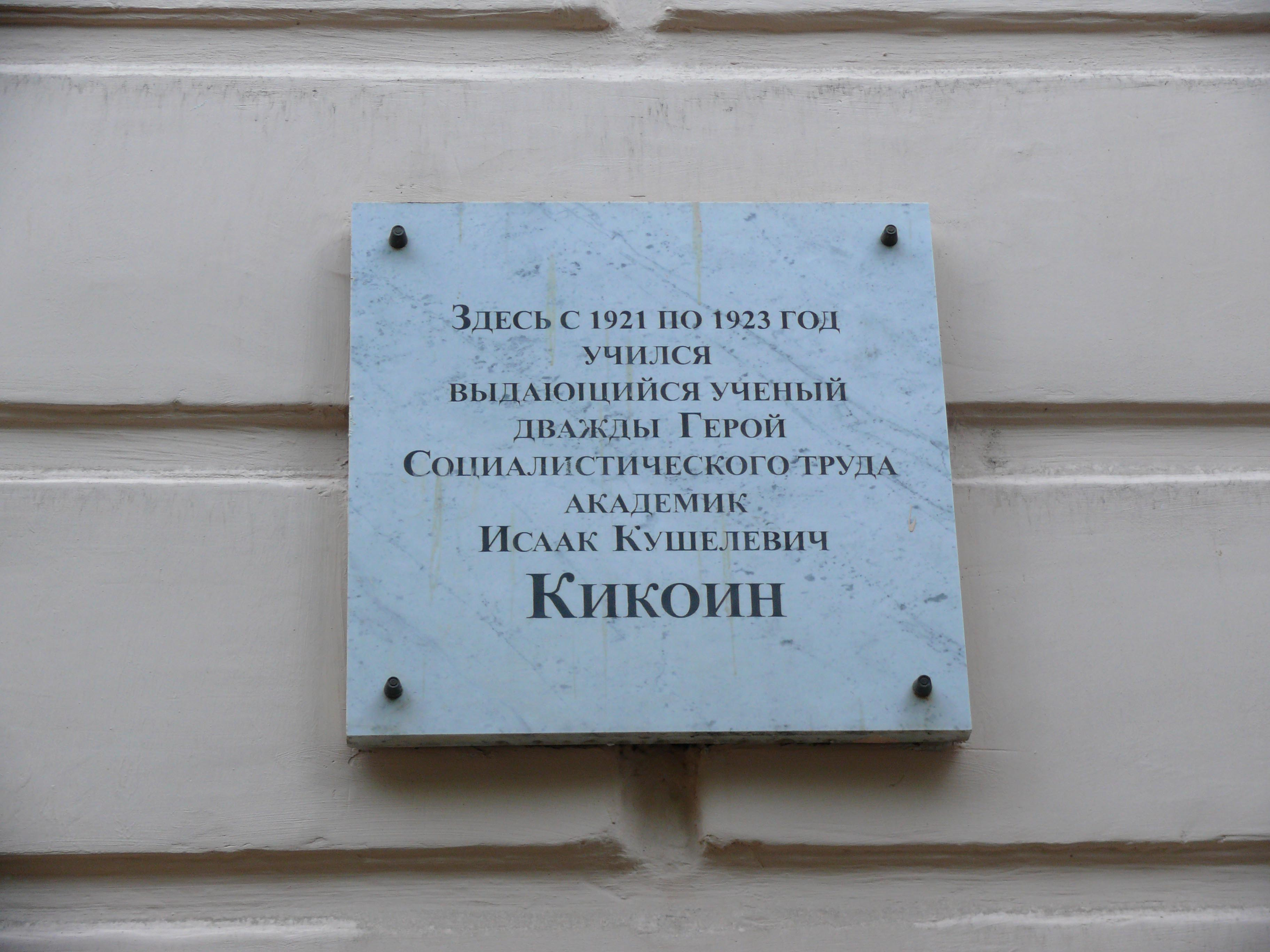
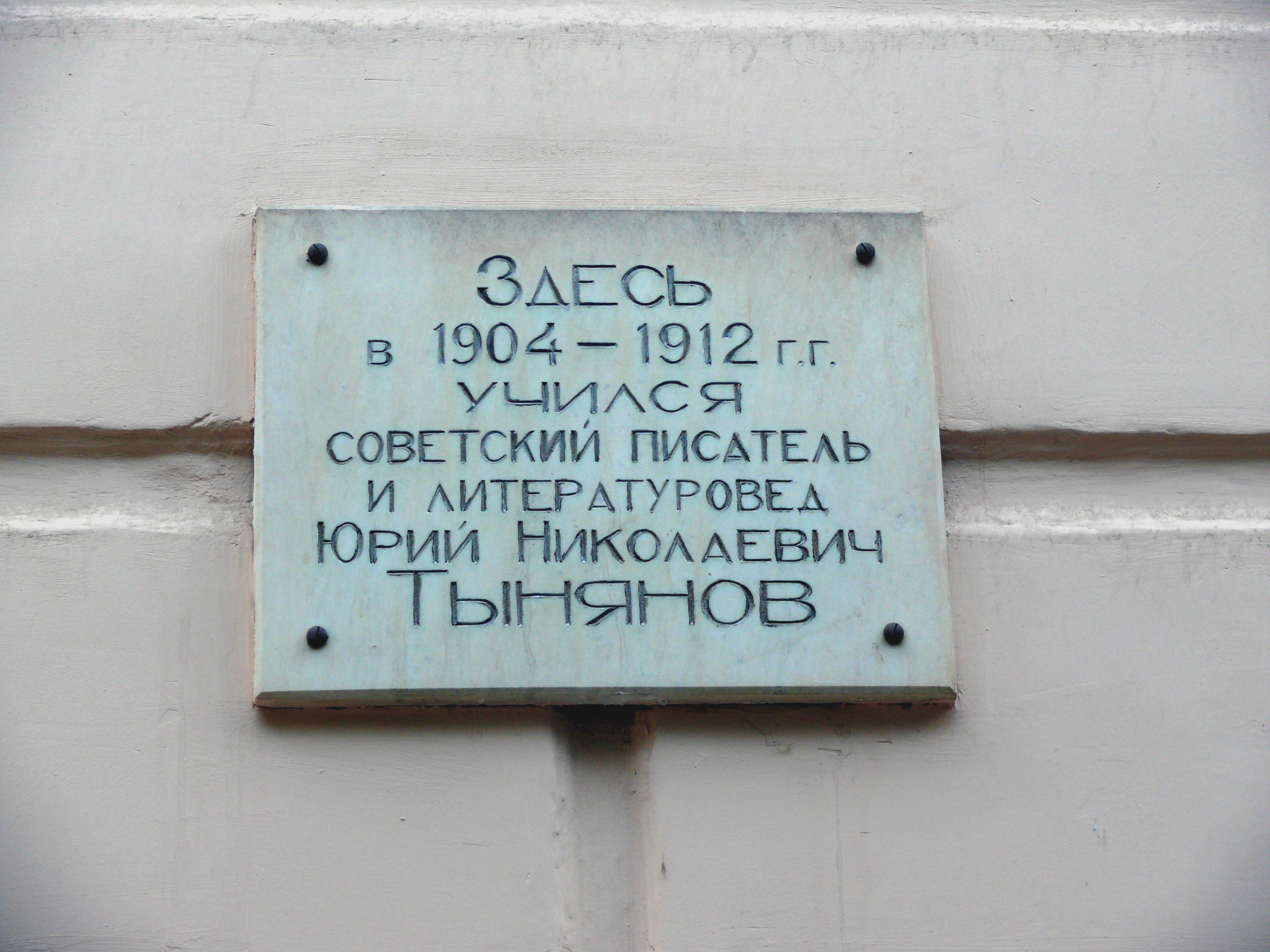
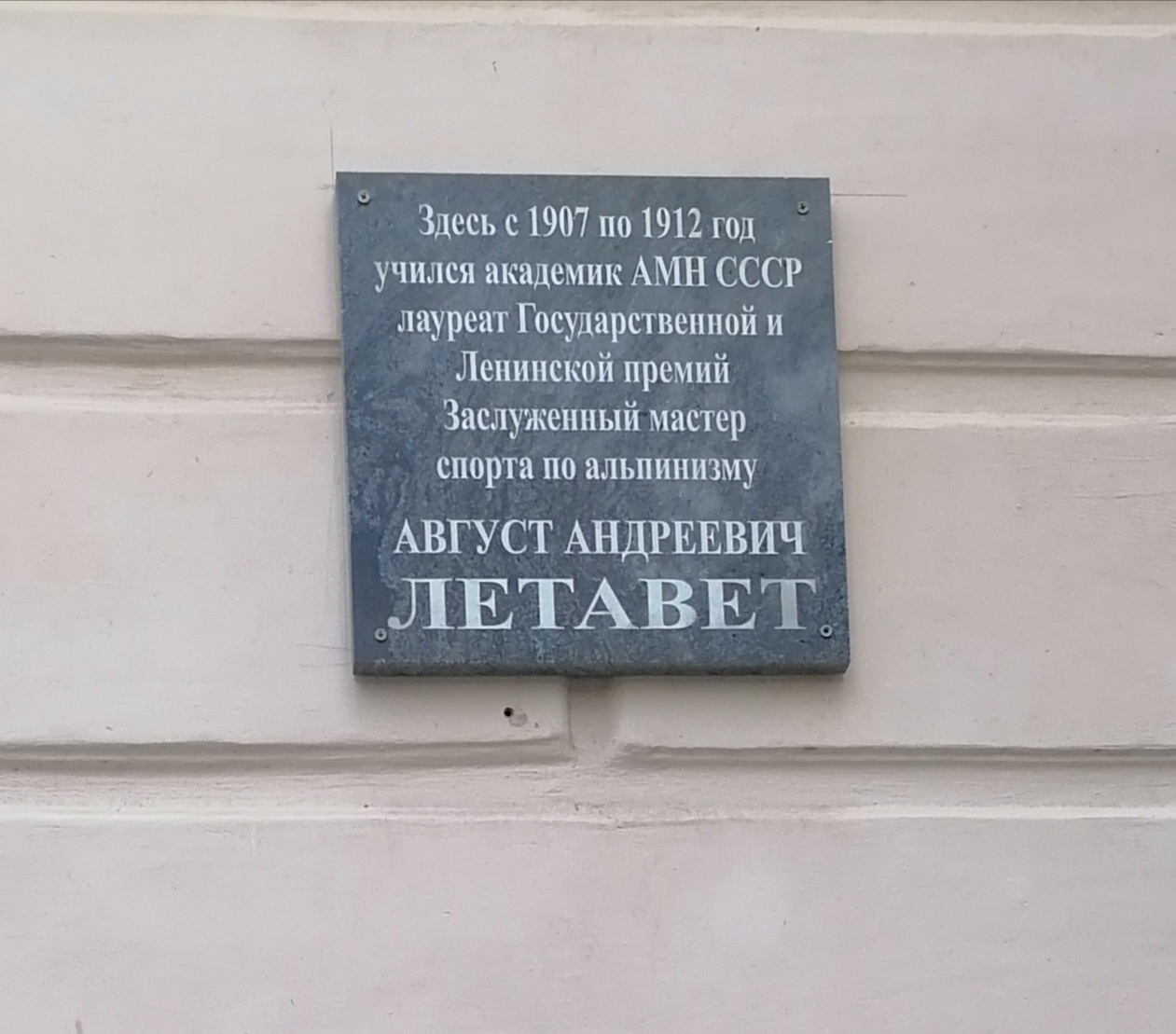
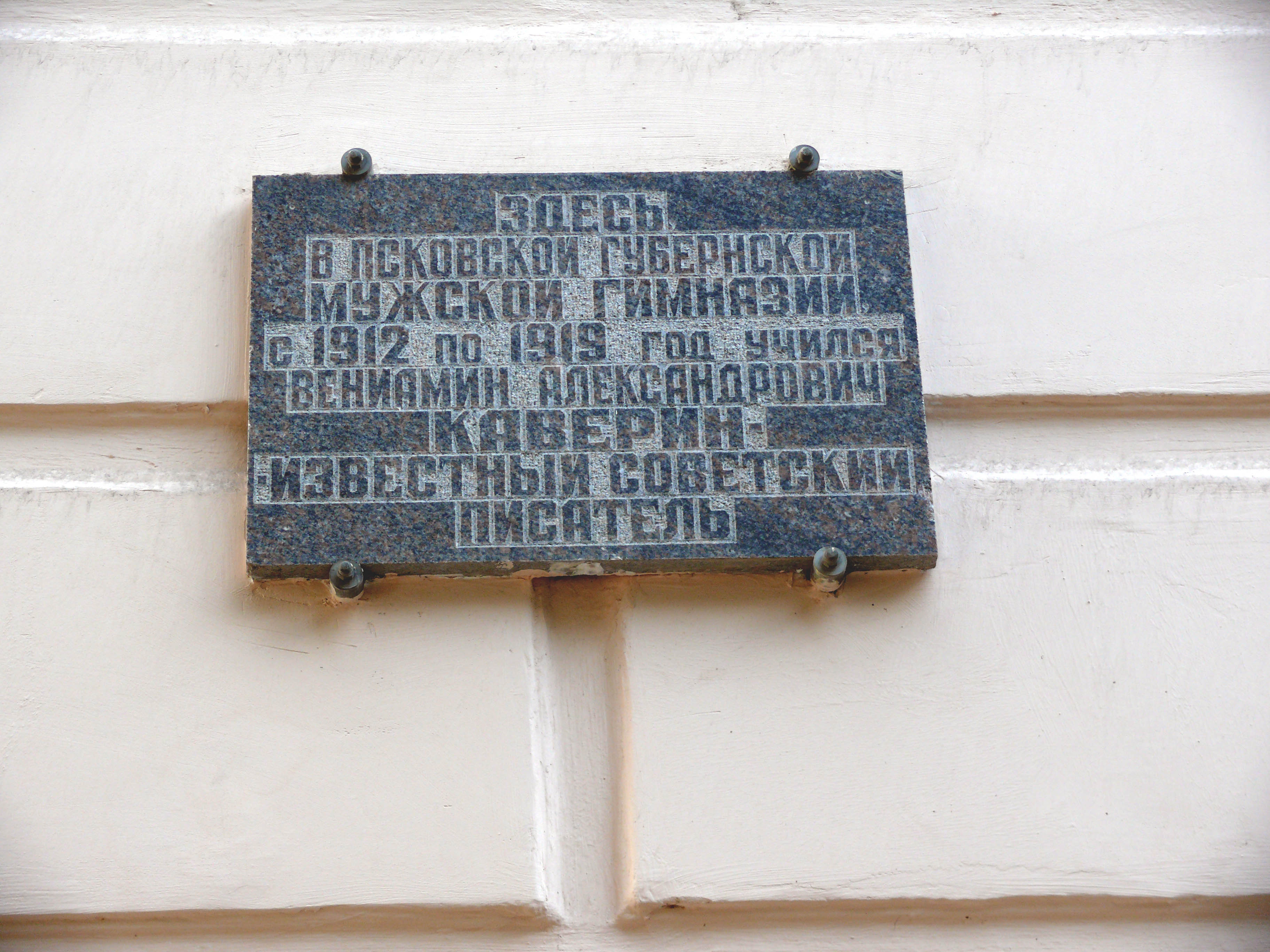

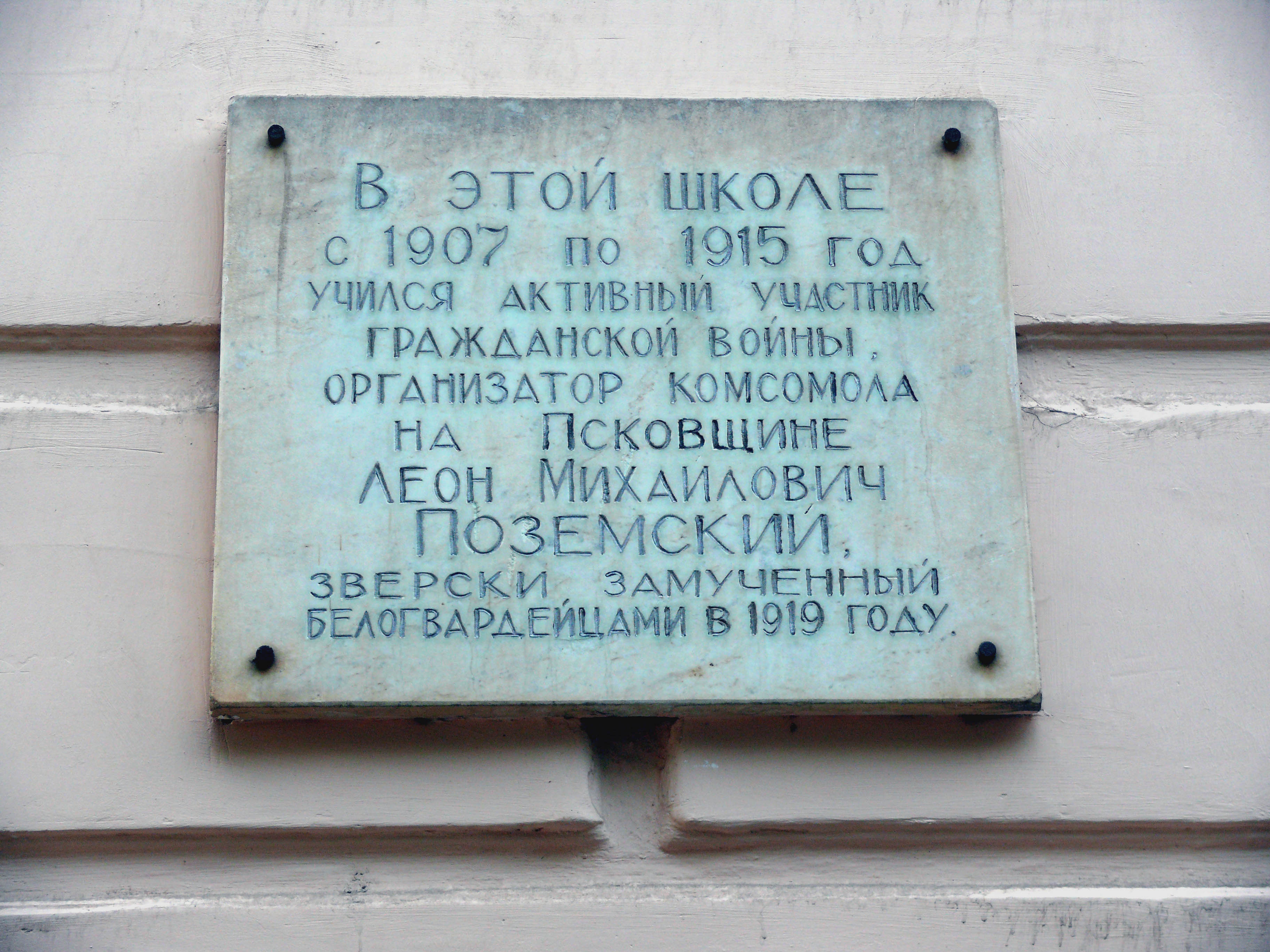
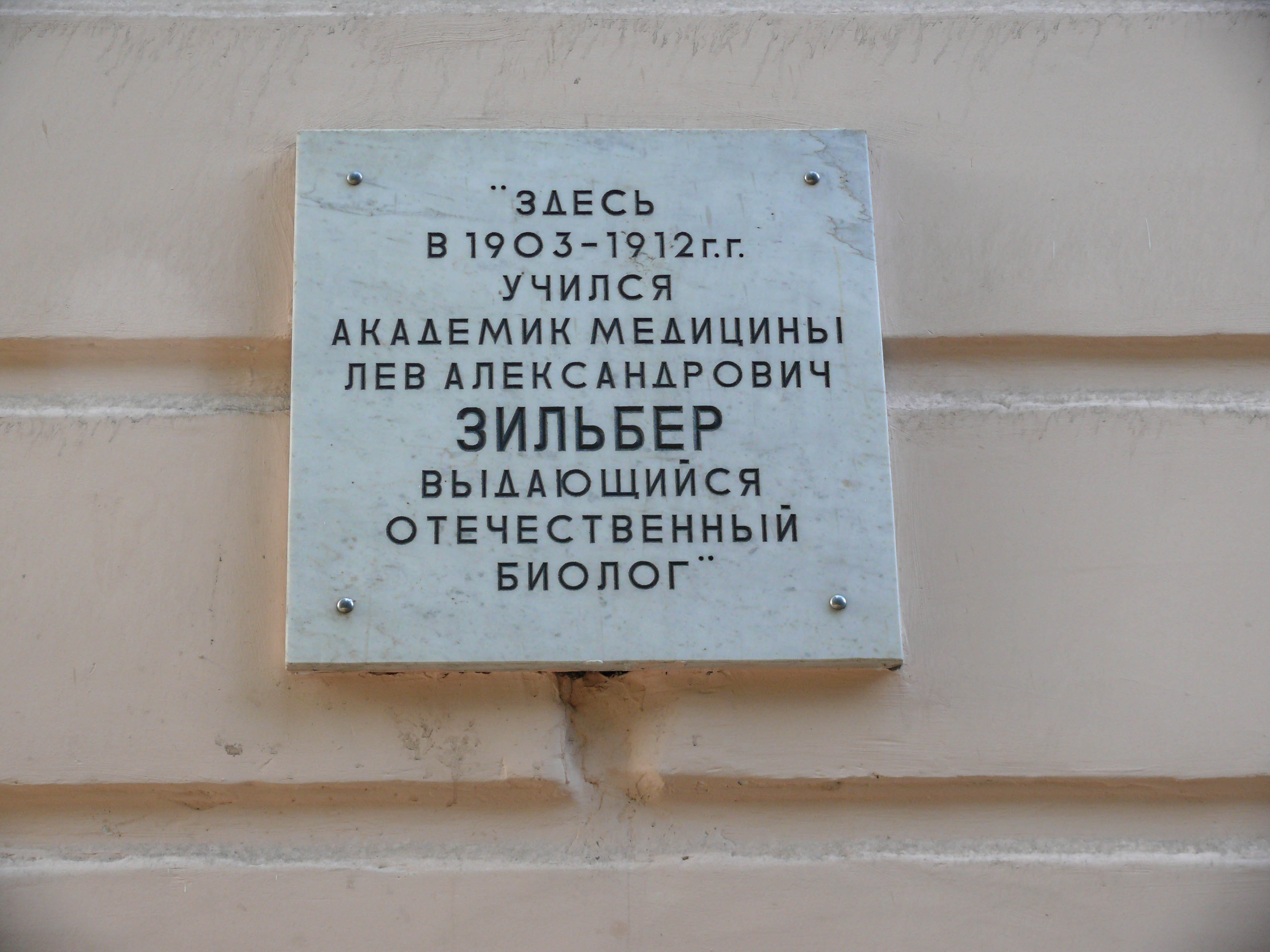
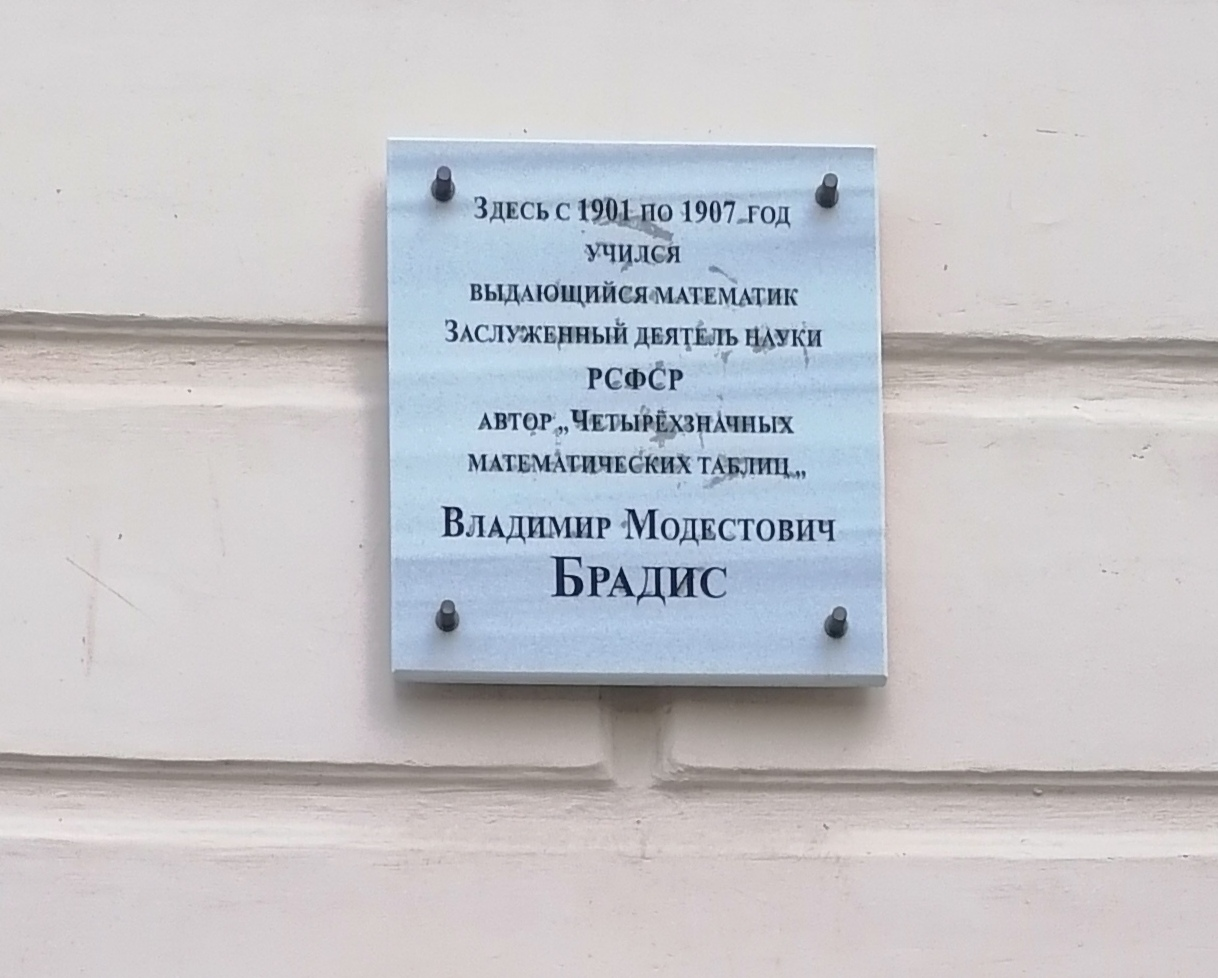
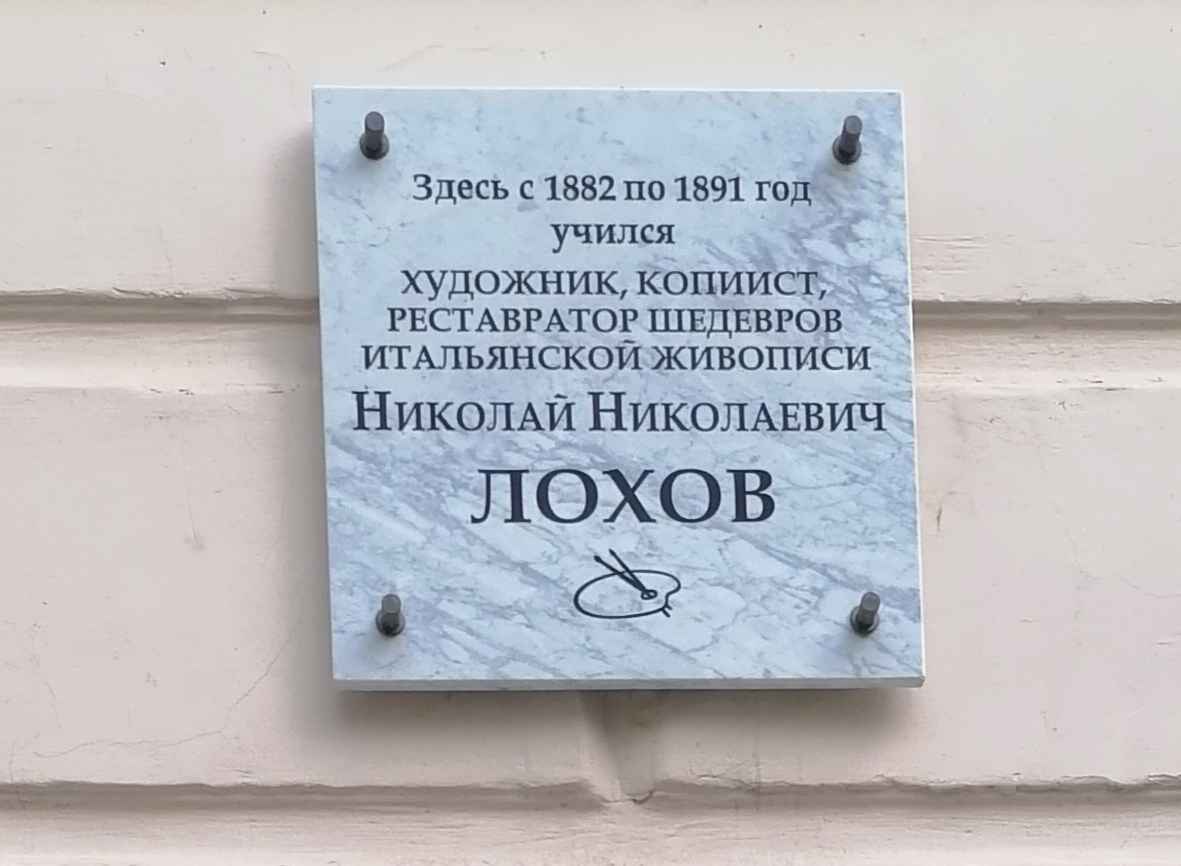

## Ученики
В 1808 году в первый класс было принято 38 учеников. Всего в гимназии с 1808 по 1827 гг. обучалось 460 учащихся; в их числе был Пётр Перелыгин, окончивший её в 1817 году. В октябре 1827 года император Николай I посетил Псков и 21 октября осмотрел гимназию, в которой обучалось в то время всего 23 ученика. В результате последовало повеление «гимназию закрыть с 1 января 1828 года по малочисленности учащихся». Через 5 лет, 1 ноября 1832 года последовало Высочайшее повеление об открытии вновь Псковской гимназии, на основании устава 8 декабря 1828 года; открытие состоялось 1 марта 1833 года.
Гимназию закончило немалое число известных личностей, среди которых были:
1849
- Адольф Гюббенет

1852
- Оскар Гюббенет
- Ипполит Евневич

1868
- Николай Сергеевский (Сергиевский[5]) (золотая медаль)

1870
- Георгий Нольтейн

1882
- Фёдор Эрн

1889
- Георгий Дерюгин

1896
- Константин Давыдов
- Константин Дерюгин

1900
- Вильгельм Зоргенфрей

1903
- Александр Молявко-Высоцкий

1912
- Лев Зильбер (серебряная медаль)
- Август Летавет (золотая медаль)[6]
- Юрий Тынянов (серебряная медаль)

1915
- Николай Колиберский (1907—1915)[7][8]
- Антонин Ладинский
- Леон Поземский (золотая медаль)

1916
- Константин и Георгий Гей (вып. 1916)[9]
- Константин Сутоцкий (серебряная медаль)[10]

Также в гимназии учились:
- Александр Агин (1827—1834)
- Брадис, Владимир Модестович (исключён в 1907 году)
- Вениамин Зильбер (Каверин) (1912—1918)[11]
- Кикоин, Исаак Константинович (1921—1923)
- Муйжель, Виктор Васильевич
- Назимов, Михаил Александрович
- Обух, Владимир Александрович (исключён в 1888 году)
- Пио-Ульский, Георгий Николаевич

## Директора
- 1808—1809: Назаретский, Пётр Александрович
- 1809—1811: Харламов, Алексей Гаврилович
- 1812—1816: Караулов, Василий Семёнович
- 1816—1828 и 1833—1838: Шавров, Егор Михайлович
- 1838—1853: Скрыдлов, Илларион Николаевич
- 1853—1858: Иваницкий, Николай Иванович
- 1858—1867: Яхонтов, Александр Николаевич
- 1867 — после 1875: Верёвкин, Авенир Фёдорович
- ?—1881: Гаазе, Оскар Фёдорович
- 1881—?: Красов, Иван Иванович
- 1893—?: Громов, Иван Дмитриевич
- 1900—1902: Щепинский, Александр Дмитриевич
- 1902—1905: Кусов, Николай Александрович
- 1905—1910: Янко, Михаил Матвеевич[12]
- 1910—1918: Готалов-Готлиб, Артур Генрихович

Некоторые директора Псковской гимназии похоронены на Дмитриевском кладбище.

## Преподаватели
Ещё перед открытием гимназии в 1808 году в Псков были направлены выпускники Главного педагогического института: 22 февраля сюда приехали Григорий Орлов и Климент Измайлов, 15 марта — Егор Шавров (ставший впоследствии директором гимназии), в мае — Фома Петрушевский. Первый педагогический коллектив состоял из 7 человек. Кроме директора в него входили старшие учителя: изящных наук и философии Е. М. Шавров, чистой и смешанной математики и опытной физики — Ф. И. Петрушевский, географии, истории и статистики — Т. Я. Орлов, естественной истории, технологии и коммерческих наук — К. Н. Измайлов, младшие учителя: латинского языка — И. В. Навроцкий, немецкого — Я. И. Ниц. Вести занятия приходилось по нескольким предметам; так, учитель истории вёл занятия кроме истории ещё и по географии, мифологии, древней истории, статистике.
- Бекаревич, Григорий Ефимович[13]
- Воронов, Андрей Степанович
- Иеропольский, Константин Алексеевич[14]
- Клембровский, Владимир Марьянович[15]
- Ляпунов, Дмитрий Михайлович[16]
- Мирошников, Сергей Васильевич[17]
- Овсов, Дмитрий Михайлович[18]
- Попов, Владимир Иванович[19]
- Рощин, Павел Андреевич[20]
- Студитский, Фёдор Дмитриевич[21]
- Фурсов, Матвей Васильевич
- Шварсалон, Константин Семёнович[22][23] — отец третьей жены Вячеслава Иванова, Веры Ивановой-Шварсалон, у которых родился его внук Дмитрий (1912—2003)

В начале XX века на службе в гимназии находились около 30 преподавателей.